# Canton de Poitiers-Sud
Le canton de Poitiers-Sud est un ancien canton français situé dans le département de la Vienne.

## Histoire
Le canton de Poitiers-Sud est créé au XIXe siècle.
Il est supprimé en 1973, lors du redécoupage de la ville en cinq cantons.

## Composition
Le canton de Poitiers Sud était composé de :
- trois bureaux de vote de la commune de Poitiers : Justice de paix, rue Jules-Ferry, rue Cornet.
- communes de : Biard, Croutelle, Fontaine-le-Comte, Ligugé, Saint-Benoit, Vouneuil-sous-Biard.

## Représentation

### Conseillers généraux de 1833 à 2015
| Période | Période      | Identité                                 | Étiquette             | Qualité |
| ------- | ------------ | ---------------------------------------- | --------------------- | --- |
| 1833    | 1840 (décès) | Pierre Boncenne (1774-1840)              |                       | Avocat, doyen de la Faculté de Droit de Poitiers Ancien député (1815)                                                                                               |
| 1840    | 1845         | Sylvain Drault                           | Droite                | Avocat puis avocat général à la Cour de Poitiers Député (1833-1848) Ancien conseiller général du Canton de Charroux                                                 |
| 1845    | 1848         | Florent Montois                          |                       | Banquier à Poitiers |
| 1848    | 1862         | Paul Bouchard                            |                       | Avocat à Poitiers |
| 1862    | 1871         | Ernest Cesbron                           | Bonapartiste          | Notaire, propriétaire du château des Roches à Marigny-Brizay Député (1876-1881) Conseiller municipal de Poitiers                                                    |
| 1871    | 1879 (décès) | Arsène Orillard                          | Républicain           | Interne des hôpitaux de Paris, professeur d'anatomie et de physiologie (1844) puis directeur de l'Ecole de Médecine de Poitiers Maire de Poitiers (1871-1879)       |
| 1879    | 1883         | Comte Jean Prévost-Sansac de Touchimbert | Droite                | Propriétaire à Poitiers Député (février à juillet 1892) |
| 1883    | 1888         | Jean-Baptiste Hippolyte Guimbaud         | Républicain           | Propriétaire, conseiller municipal de Poitiers |
| 1888    | 1895         | Félix Mousset                            | Conservateur clérical | Avocat à la Cour d'appel de Poitiers |
| 1895    | 1904 (décès) | Louis Hambis                             | Républicain           | Filateur Maire de Ligugé (1890-1904), conseiller d'arrondissement                                                                                                   |
| 1904    | 1907         | Théophile Métayer                        | Républicain           | Propriétaire à Poitiers, conseiller d'arrondissement |
| 1907    | 1913         | Georges Bouelle                          | URD                   | Ancien chef de district aux chemins de fer, propriétaire à Poitiers, conseiller d'arrondissement                                                                    |
| 1913    | 1919         | Charles-Gabriel Morain (1868-1945)       | Rad.                  | Avoué Maire de Poitiers (1908-1919), conseiller d'arrondissement |
| 1919    | 1925         | Georges Bouelle                          | URD                   | Propriétaire à Poitiers |
| 1925    | 1931         | Charles-Gabriel Morain                   | Rad.                  | Ancien Maire de Poitiers (1908-1919) |
| 1931    | 1940         | Jacques Masteau                          | RG                    | Avocat Maire de Verrières (1935-1941) Député (1936-1942) Nommé membre de la Commission administrative départementale en 1941 Nommé conseiller départemental en 1943 |
|         |              |                                          |                       | |
| 1945    | 1970         | Jacques Masteau                          | PRI                   | Maire de Poitiers (1941-1944 et 1952-1965) Député (1936-1942) Sénateur (1948-1968) Président du Conseil Général (1951-1967)                                         |
| 1970    | 1973         | Pierre Vertadier                         | UDR                   | Pharmacien Député (1967-1973) Maire de Poitiers (1965-1977) Elu en 1973 dans le Canton de Poitiers-5                                                                |

### Conseillers d'arrondissement (de 1833 à 1940)
| Période                                  | Période | Identité                    | Étiquette     | Qualité |
| ---------------------------------------- | ------- | --------------------------- | ------------- | --- |
| 1833                                     | 1848    | Victor Hippolyte Lemercier  |               | Avocat à Poitiers                                                                                           |
|                                          |         |                             |               | |
| av.1876                                  |         | Henri Salomon               | Centre gauche | Avoué à la Cour d'Appel, conseiller municipal de Poitiers, Député (1876-1885) - Sénateur (1891-1900)        |
|                                          |         |                             |               | |
|                                          | 1895    | Louis Hambis                | Républicain   | Filateur Maire de Ligugé                                                                                    |
|                                          |         |                             |               | |
| 1898                                     | 1904    | Théophile Métayer           | Républicain   | Propriétaire à Poitiers                                                                                     |
| 1904                                     | 1907    | Georges Bouelle             | Nationaliste  | Propriétaire à Poitiers                                                                                     |
| 1907                                     | 1919    | Gabriel Morain              | Radical       | Maire de Poitiers                                                                                           |
| 1919                                     | 1928    | René Desmazeaud (1862-1951) | RG            | Capitaine d'infanterie en retraite, propriétaire à Poitiers                                                 |
| 1928                                     | 1934    | Gérard Hambis               | RG            | Minotier à Poitiers                                                                                         |
| 1934                                     | 1940    | René Gros (1888-1987)       | RG            | Avocat à la Cour, adjoint au maire de Poitiers                                                              |
| 1940                                     |         |                             |               | Les conseils d'arrondissement ont été suspendus par la loi du 12 octobre 1940 et n'ont jamais été réactivés |
| Les données manquantes sont à compléter. |         |                             |               | |